# Henrik Lyding
Henrik Lyding (født 7. maj 1956, død 16. juli 2018) var en dansk teateranmelder og dramaturg.
Han var uddannet mag.art. i Nordisk Litteratur fra Københavns Universitet 1986. Sideløbende arbejdet som skuespiller i Teatergruppen Vaganterne, et gruppeteater, der fungerede fra 1973-89. Her spillede han bl.a. faderen i Arrabals "Frokost i det fri", Leander i Holbergs "De Usynlige", Jago i Shakespeares "Othello", samt en række børneforestillinger. Har desuden arbejdet som instruktør ved en række sommerspil i Ringsted 1987-94, bl.a. Molières Scapins Rævestreger, Holbergs Den Stundesløse og Jeppe på Bjerget. Ansat som teateranmelder på Jyllands-Posten siden 1993. Dramaturg og instruktør på Pantomimeteatret i Tivoli siden 2000, hvor han har revitaliseret de klassiske pantomimer, har udviklet flere børneforestillinger, samt rekonstrueret pantomimen Pjerrot går i Søvne fra 1856, oprindelig skrevet af Henrik Hertz. Skrevet libretto til balletten Nøddeknækkeren med premiere i Tivolis Koncertsal november 2012 med koreografi af Peter Bo Bendixen og scenografi af Dronning Margrethe II. Siden genopsat 2014 og 2016. Siden 2008 redaktør og studievært på Teatermagasinet på tv-stationen dk4, samt fra 2010 Teatermøde - et samtale- og portrætprogram. Begge programmer sendes hver 14. dag. Fra 2000 medlem af Reumert-juryen. Forfatter til bøgerne "Pantomimeteatret" (Forlaget Vandkunsten 2008) og "Dronningens Teater" (Gyldendal 2009).